# Heilige Ensembles der Hoysalas
Die drei zwischen dem 12. und 13. Jahrhundert im Bundesstaat Karnataka entstandenen, und als Heilige Ensembles der Hoysalas, in das Weltkulturerbe aufgenommenen Tempelkomplexe bilden die repräsentativsten Anlagen im Hoysala Stil. Mit dem Ziel, eine kulturelle Identität zu schaffen, die sich klar von den Nachbarkönigreichen unterscheiden sollte, entstand durch die sorgfältige Auswahl älterer Sakralbauelemente und ihre Integration in neue Tempel ein eigener Stil. Hyperreale Skulpturen und Steinschnitzereien zeichnen die auf der 45. Sitzung in das Welterbe aufgenommenen Tempelkomplexe aus.

## Liste der Einzelstätten
Karte mit allen Koordinaten des Abschnitts Liste der Einzelstätten: OSM
| ID       | Name                           | Koordinaten | Bild | Beschreibung | Schutzzone [ha] | Pufferzone [ha] |
| -------- | ------------------------------ | ----------- | ---- | --- | --------------- | --------------- |
| 1670-001 | Channakeshava-Tempel (Belur)   | Lage        |      | Der Chennakeshava-Tempel ist eines der schönsten Beispiele für Hoysala-Kunstfertigkeit und einer der ersten Tempel in diesem Baustil. Der Tempel wurde vom Hoysala König Vishnuvardhana geweiht, um seine Siege gegen die Cholas im Jahr 1116 n. Chr. zu feiern. | 1,59            | 43,26           |
| 1670-002 | Hoysalesvara-Tempel (Halebid)  | Lage        |      | Der im 12. Jahrhundert von König der Hoysala errichtete Tempel ist Shiva gewidmet. Der Tempel weist exklusive Schnitzereien auf und hat einen Grundriss mit zwei Schreinen, einen für den König und einen für die Königin. An den Wänden befinden sich etwa tausend Figuren, die Szenen aus dem Mahabharata und dem Ramayana darstellen. Der interessanteste Teil des Tempels ist die Garuda Sthamba, eine seltene Säule, die die Geschichte der Leibwächter darstellt, die in alten Zeiten mit den Königen lebten. Diese Leibwächter begingen nach dem Tod ihres Herrn Selbstmord, und diese Säule ist eine Hommage an einen Leibwächter namens Kuruva Lakshma, der sich nach dem Tod seines Herrn selbst tötete. | 7               | 110,38          |
| 1670-003 | Keshava-Tempel (Somanathapura) | Lage        |      | Der 1268 unter Hoysala König Narasimha III auf dem Höhepunkt der Macht der Hoysala-Herrscher gebaute Tempelkomplex kann als eines der besterhaltenen und kompaktestes Beispiel der typischen Hoysalaarchitektur dieser Region gelten und bildet den abschließenden Höhepunkt dieses Stils. | 1,88            | 42,23           |